# 加島卓
加島 卓（かしま たかし、1975年 - ）は、日本の社会学者。専門は、メディア論、社会学、広告史、デザイン史。筑波大学教授。博士（学際情報学）。

## 来歴
東京都生まれ。1998年、駒澤大学法学部政治学科卒業。 広告クリエイターを経て、2006年3月、東京大学大学院学際情報学府学際情報学専攻修士課程修了。2009年3月、同博士課程単位取得退学。同年5月、東京大学大学院情報学環・学際情報学府助教。2010年4月、東海大学文学部広報メディア学科専任講師。2012年6月「<広告制作者>の歴史社会学 : 近代日本における個人と組織をめぐる揺らぎ」で博士（学際情報学、東京大学）。2014年4月、東海大学文学部広報メディア学科准教授。
2019年4月、同教授。2023年筑波大学人文社会系教授。
著書に「<広告制作者>の歴史社会学」「オリンピック・デザイン・マーケティング」など。

## 著書
- 『〈広告制作者〉の歴史社会学 近代日本における個人と組織をめぐる揺らぎ』せりか書房、2014.2
- 『オリンピック・デザイン・マーケティング エンブレム問題からオープンデザインヘ』河出書房新社、2017.11

### 共編著
- 『文字のデザイン・書体のフシギ』(神戸芸術工科大学レクチャーブックス）祖父江慎, 藤田重信,鈴木広光共著　左右社、2008.5
- 『文化人とは何か?』南後由和共編、東京書籍、2010.9
- 『現代文化への社会学 90年代と「いま」を比較する』高野光平,飯田豊共編著, 林田新,田中里尚,池上賢, 光岡寿郎,富永京子著　北樹出版、2018.11

## 論文
- 「CiNii>加島卓」を参照

## 受賞
- 2009年　第7回 竹尾賞（デザイン評論部門）